# Иванов-Гай, Александр Иванович
Алекса́ндр Ива́нович Ивано́в-Га́й (1878, Москва, Российская империя — 7 марта 1926, Москва, СССР) — русский и советский режиссёр, сценарист и оператор.

## Биография
Родился в Москве в 1878 году.
Работал в ряде известных московских газет. В 1908 году начал работать в киноателье Александра Ханжонкова. Его первой режиссёрской работой стал документальный фильм о писателе Льве Николаевиче Толстом.
В 1915 году Александр Иванов-Гай снял свой известный фильм «Царь Иван Васильевич Грозный», главную роль в этом фильме исполнял Фёдор Шаляпин.
Затем Александр Иванов-Гай снимал фильмы в киноателье Р. Перского, А. Дранкова, и других.
Умер 7 марта 1926 года в Москве. Похоронен 10 марта 1926 года в Москве на Ваганьковском кладбище.

## Фильмография

### Режиссёр
- 1908 — «Документальный фильм о Л. Н. Толстом»
- 1910 — «Похороны Л. Н. Толстого»
- 1910 — «Ясная Поляна накануне похорон Л. Н. Толстого»
- 1911 — «Эстерке Блехман»
- 1912 — «Снохач»
- 1913 — «Дикарь»
- 1915 — «В огне страстей и страданий»
- 1915 — «Белый генерал»
- 1915 — «Царь Иван Васильевич Грозный»
- 1916 — «Когда пробуждается зверь»
- 1916 — «Страсть Лекока»
- 1916 — «Ты ко мне не вернешься»
- 1917 — «Евреи»
- 1917 — «Желтый билет»
- 1917 — «Забубенная головушка»
- 1917 — «Семья Обмановых»
- 1917 — «Удар в спину»
- 1918 — «Изломы жизни»
- 1918 — «Труд и капитал»
- 1921 — «Голод»
- 1925 — «Жена предревкома»
- 1925 — «Паук и муха»

### Сценарист
- 1911 — «Эстерке Блехман»
- 1912 — «Снохач»
- 1915 — «Белый генерал»
- 1916 — «Ты ко мне не вернешься»
- 1921 — «Голод»
- 1925 — «Жена предревкома»